# Telomerase
Telomerase er et enzym, der genskaber cellers telomerer. Telomerer udgør endestykkerne af cellers kromosomer, som bliver kortere hver gang cellerne deler sig. Dette medfører at celler uden telomerase kun kan dele sig en endeligt antal gange, kendt som Hayflicks grænse. 
Blandt celler som naturligt besidder telomerase er kønsceller og stamceller, da disse er nødt til at kunne dele sig adskillige gange. I kræftceller er telomerase blevet aktiveret ved en mutation, og da tumorsuppressorerne i kræftceller ikke virker, kan celledelingen fortsætte uden at blive bragt under kontrol.